# Ojos Azules
Ojos Azules (Spaans: Blauwe Ogen) was een kortharig kattenras met een ongebruikelijke oogkleur; één (odd-eyed) of twee blauw gekleurde ogen veroorzaakt door een genetisch dominante blauwoogmutatie (Engels: Dominant Blue Eye, DBE). Het ras kwam in alle vachtkleuren voor, maar voor bonte vachten met witte vlekken (tweekleurig of de driekleurige lapjeskat) en kleurpunt-aftekening gold dat alleen katten met een karakteristieke witte staartpunt waren toegestaan. Het ras kende ook een halflangharige vachtvariant, de Ojos Azules langhaar. Het Ojos Azules-gen bleek ook (fatale) medische afwijkingen tot gevolg te hebben, hierdoor stopten fokkers met het werken met dit al zeldzame ras en stierf het uiteindelijk officieel uit.

## Herkomst
In de jaren 1980 werden katten met topaas of korenblauw gekleurde ogen ontdekt onder straatkat-populaties in New Mexico, Verenigde Staten. De eerste kat met de kenmerkende oogkleur was ontdekt in 1984; een schildpadpoes genaamd Cornflower (Engels voor Korenbloem). De oogkleur van Cornflower bleek dominant te zijn toen zij werd gefokt met katers zonder deze eigenschap. Met de blauwogige kittens werd steeds verder gefokt en op deze manier is het Ojos Azules (Spaans voor Blauwe Ogen)-ras ontwikkeld.

### Stamboekregistratie en populariteit
Ojos Azules zijn altijd een zeer zeldzaam ras gebleven. In 1992 waren er slechts tien katten van dit ras bekend. In 1991 werd het ras, in zowel de kort- als halflangharige variant, erkend door TICA voor stamboekregistratie. Later werd het ras ook tijdelijk geaccepteerd voor TICA-kattententoonstellingen.
Alleen katten die afstammen van de oorspronkelijke stampoes, Cornflower, en drager zijn van het gen met de karakteristieke korenblauwe ogen worden Ojos Azules genoemd. Er werd ontdekt dat het gen naast de esthetische blauwe ogen ook (fatale) genetische medische afwijkingen (bijv. schedeldefecten) veroorzaakte. Hierdoor werden fokkers huiverig met dit ras te werken, wat samen met de al lage aantallen van dit zeldzame ras ervoor heeft gezorgd dat het ras officieel is uitgestorven.

## Ojos Azules-gen
Ojos Azules vielen op door hun diepe korenblauwe ogen, veroorzaakt door een dominant blauwogige-gen (DBE) specifiek voor dit ras, het Ojos Azules-gen. De kleurdiepte van de ogen wordt zelfs beschreven als groter zijnde dan die bij een Siamees.
Blauwe ogen kunnen worden veroorzaakt door verschillende genen in katten, zo komt de oogkleur ook voor bij katten met vachten bestaande uit witte vlekken (tweekleurige kat of de driekleurige lapjeskat), compleet effen-wit of kleurpunt-aftekening. In tegenstelling tot die blauwogige genen, is het Ojos Azules-gen niet gekoppeld aan loensen, scheel kijken of doofheid en ook niet aan een specifieke vachtkleur or -patroon. Dit geeft de mogelijkheid op zeer ongebruikelijke vacht-oog-combinaties, zoals effen-zwarte katten met blauwe ogen. Een kenmerk van het Ojos-gen was een witte staartpunt.
Het Ojos Azules-gen was naast de blauwe ogen ook verantwoordelijk voor een aantal (dodelijke) genetisch medische afwijkingen. Na genetisch onderzoek door Solveig Pflueger is geprobeerd het ras op kleine schaal te fokken zonder deze defecten. Er werd ontdekt dat wanneer het gen homozygoot is, het schedelmisvormingen, witte vachtdelen, een kleine krulstaart en miskramen veroorzaakt. Echter, wanneer het gen heterozygoot was, manifesteerden die dodelijke genetische mutaties zich niet. Het resultaat was dat fokkers de blauwogige katten kruisten met niet-blauwogige katten, waardoor nestjes met ongeveer half/half kans op Ojos Azules-kittens werden geboren.

## Beschrijving

### Uiterlijk
De middelgrote Ojos Azules stond bekend om zijn grote, ronde korenblauwe ogen. De nek was gebogen. De staart was evenredig aan het lichaam van de kat. Het had een licht afgerond voorhoofd en een hoekige snuit. De neusbrug had een kleine breuk. De vacht was kort, fijn, zijdezacht en glanzend. De ondervacht was niet bijzonder ontwikkeld, maar meestal diep van kleur. Alle vachtkleuren waren toegestaan. Een karakteristieke witte staartpunt was vereist voor bonte vachten met witte vlekken (tweekleurig of de driekleurige lapjeskat) en kleurpunt-aftekening. Witte vlekken kwamen vaak voor op de extremiteiten (staartpunt, snuit en poten). Witte vlekken op de buik of een befje waren echter niet toegestaan en werden als fouten beschouwd. Effen-witte vachten waren niet wenselijk, omdat effen-witte Ojos Azules katten alleen met genetische testen konden worden onderscheiden van “gewone” witte katten met blauwe ogen.

### Gedrag
Er is weinig bekend over dit ras vanwege de zeldzaamheid ervan, maar volgens sommige bronnen waren de katten actief, vriendelijk en aanhankelijk. Ze waren relatief gemakkelijk te verzorgen en vereisten niet veel borstelen.

## Terugkeer van dominant blauwogige rassen

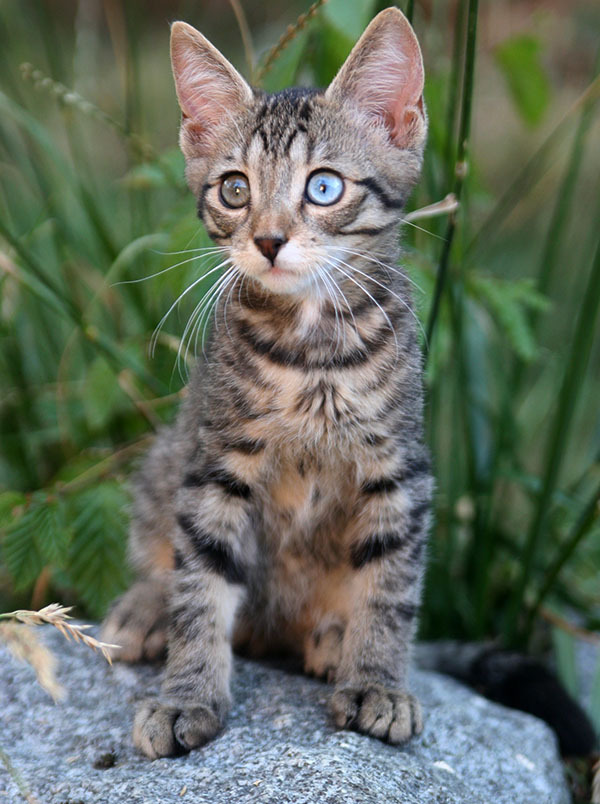
Moderne dominant blauwogig zwart cyper katerje van het Celestial -type, erkend door Livre Officiel des Origines Félines (LOOF)

Naast het dominante blauwoog-gen wat voorkwam in het uitgestorven Ojos Azules-ras, zijn er wereldwijd nog verschillende andere DBE-genen gevonden in katten. Dit zijn geen Ojos Azules, aangezien het geen nakomelingen zijn van Cornflower. De katten die deze DBE-mutaties dragen zijn ontwikkeld tot nieuwe kattenrassen of zijn door bepaalde kattenstamboekverenigingen goedgekeurd als oogkleur-variëteit binnen al bestaande rassen.